# Cantón de Servian
El cantón de Servian era una división administrativa francesa, que estaba situada en el departamento de Hérault y la región de Languedoc-Rosellón.

## Composición
El cantón estaba formado por ocho comunas:
- Abeilhan
- Alignan-du-Vent
- Coulobres
- Espondeilhan
- Montblanc
- Puissalicon
- Servian
- Valros

## Supresión del cantón de Servian
En aplicación del Decreto nº 2014-258 de 26 de febrero de 2014, el cantón de Servian fue suprimido el 22 de marzo de 2015 y sus 8 comunas pasaron a formar parte; seis del nuevo cantón de Pézenas y dos del nuevo cantón de Béziers-3.